# Wikipédia en biélorusse (orthographe officielle)
Pour l’article homonyme, voir Wikipédia en biélorusse (orthographe classique).
Wikipédia en biélorusse – orthographe officielle (en biélorusse : Беларуская Вікіпедыя, Vikipiedyïa) est l'une des deux éditions de Wikipédia en biélorusse, langue slave orientale parlée en Biélorussie. Elle utilise l'orthographe officielle biélorusse (en) ou narkamawka, par opposition à Wikipédia en biélorusse classique qui utilise l'orthographe classique ou tarachkievitsa. L'édition est lancée le 12 août 2004 avec utilisation indifférenciée des deux orthographes, puis refondée en mars 2007 avec utilisation exclusive de l'orthographe officielle,. Son code est : be.
Au 20 mars 2025, l'édition en biélorusse contient 252 145 articles et compte 150 628 contributeurs, dont 312 contributeurs actifs et 10 administrateurs.
L'édition biélorusse en orthographe classique compte quant à elle 88 655 articles.

## Présentation et historique
La première Wikipédia en biélorusse est lancée le 12 août 2004. L'un de ses créateurs et premiers administrateurs est Ouladzimir Katkowski (en) (nom d'utilisateur : rydel). Jusqu'à sa mort en 2007, Katkowski crée plus de 1 300 articles dans la seule Wikipédia biélorusse.
Les articles de Wikipédia en biélorusse utilisent alors de manière indifférenciée les deux normes orthographiques du biélorusse, l'orthographe officielle (en) et l'orthographe classique, entraînant des conflits entre les partisans de l'une ou de l'autre.
Une nouvelle version utilisant uniquement l'orthographe officielle est lancée dans l'incubateur Wikimédia, espace de développement de nouvelles éditions linguistiques de projets Wikimédia. La proposition de la transformer en nouvelle version biélorusse de Wikipédia est approuvée en mars 2007.
Dans la soirée du même jour, plus de 6 000 articles rédigés en orthographe classique sont transférés du domaine be.wikipedia.org vers be-x-old.wikipedia.org, tandis que les 3 500 pages de l'incubateur sont déplacées vers be.wikipedia.org. Cependant, en raison d'un bug informatique, le déménagement ne se déroule pas sans heurts : le lendemain matin, les articles semblent avoir disparu et les utilisateurs ne peuvent pas se connecter. Un certain nombre de reportages indiquent alors à tort que des articles en orthographe classique ont été supprimés de Wikipédia, et non transférés dans une version à part.
En septembre 2015, le nom de domaine de Wikipédia en orthographe classique biélorusse passe de be-x-old.wikipedia.org à be-tarask.wikipedia.org, reprenant la sous-étiquette d'écriture attribuée par l'Internet Assigned Numbers Authority en 2007.
En comptant le temps de développement dans l'incubateur Wikimédia, la variante actuelle de Wikipédia en biélorusse existe depuis août 2006.

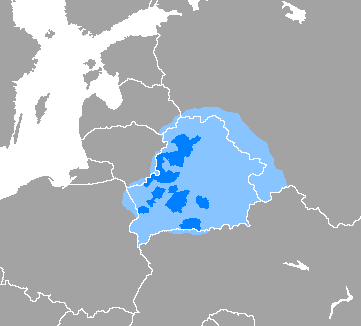
Aire de diffusion du biélorusse.
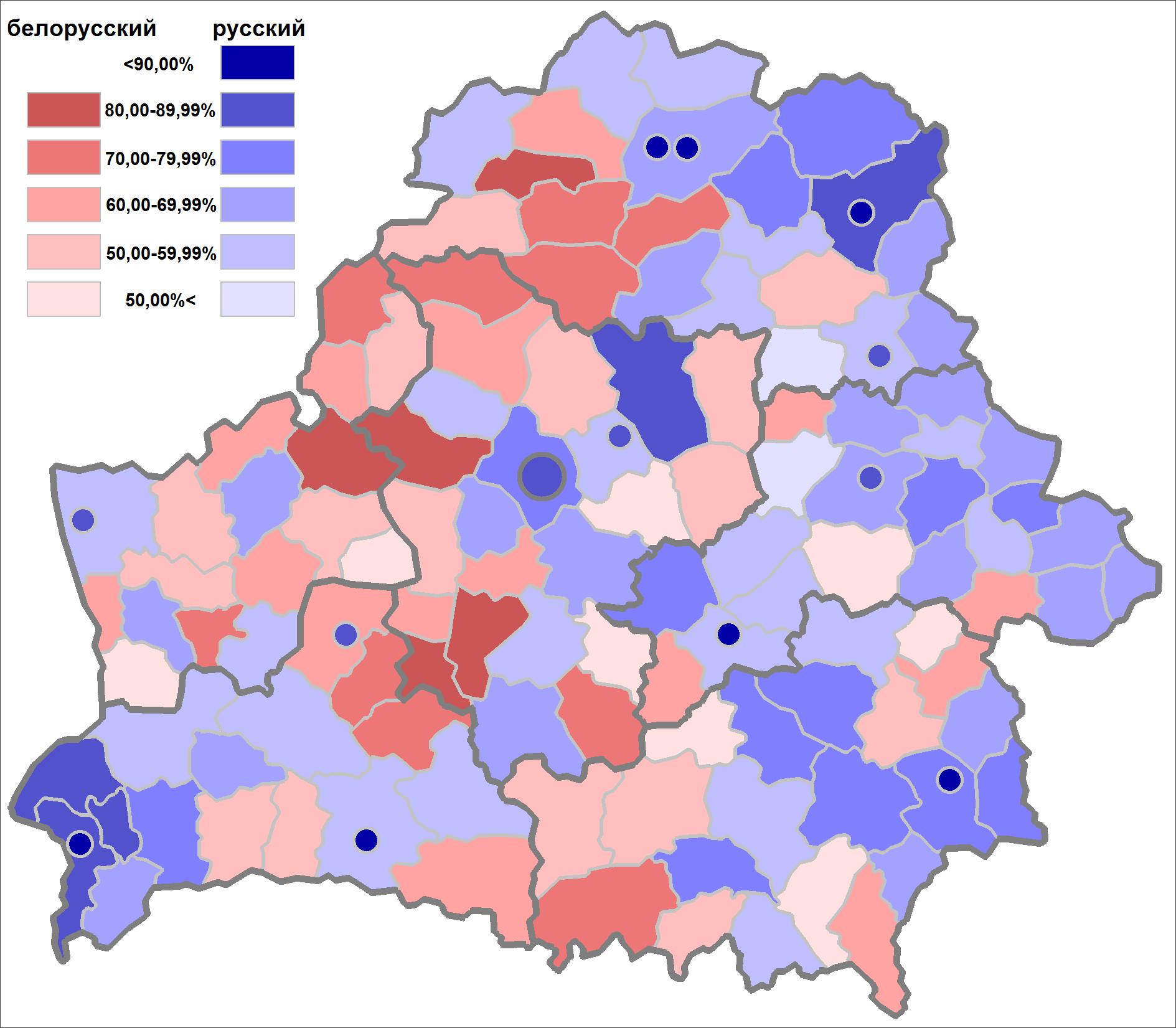
Diffusion du biélorusse et du russe en Biélorussie.

## Statistiques
- Le 15 mars 2008, l'édition en biélorusse officiel atteint 10 000 articles.
- Le 17 juin 2009, elle atteint 16 000 articles.
- Le 16 novembre 2010, elle atteint 25 000 articles.
- Le 9 février 2015, elle compte 80 415 articles et 47 451 utilisateurs enregistrés[3], ce qui en fait la 53e[4] édition linguistique de Wikipédia par le nombre d'articles et la 62e[5] par le nombre d'utilisateurs enregistrés, parmi les 287 éditions linguistiques actives.
- En août 2015, elle atteint 100 000 articles.
- Le 24 septembre 2022, elle contient 223 171 articles et compte 121 973 contributeurs, dont 302 contributeurs actifs et 11 administrateurs.
- Le 11 août 2024, elle contient 245 253 articles et compte 144 367 contributeurs, dont 255 contributeurs actifs et 10 administrateurs.